# Tao Luna
Tao Luna (n. 11 februarie 1974, Shanghai, Republica Populară Chineză) este o trăgătoare de tir ce a reprezentat Republica Populară Chineză, medaliată olimpică. A participat la 2 ediții ale Jocurilor Olimpice (2000, 2004) în care a câștigat o medalie de aur și o medalie de argint.